# Нгумоа, Рио
Ри́о Чи́ма Нгумо́а (англ. Rio Chima Ngumoha; родился 29 августа 2008) — английский футболист, нападающий клуба «Ливерпуль».

## Клубная карьера
Уроженец Ньюэма (Лондон), Нгумоа начал футбольную карьеру в академии «Челси» в возрасте восьми лет. Летом 2024 года присоединился к футбольной академии «Ливерпуля».
18 декабря 2024 года впервые попал в заявку на матч основного состава «Ливерпуля», проведя четвертьфинальную игру Кубка Английской футбольной лиги против «Саутгемптона» на скамейке запасных. 11 января 2025 года Нгумоа дебютировал в основном составе «Ливерпуля», выйдя в стартовом составе в матче Кубка Англии против «Аккрингтон Стэнли». В возрасте 16 лет и 135 дней он стал самым молодым игроком, сыгравшим за «Ливерпуль» в Кубке Англии, а также самым молодым игроком, вышедшим в стартовом составе «Ливерпуля» в официальных турнирах за всю историю.
В июле 2025 года Арне Слот включил игрока в предсезонное турне «Ливерпуля» по Гонконгу и Японии. Нгумоа отметился забитыми мячами в матчах против «Иокогама Ф. Маринос» 30 июля и против «Атлетик Бильбао» 4 августа 2025 года.

## Карьера в сборной
Выступал за сборные Англии до 15, до 16 и до 17 лет. В мае 2025 года был включён в заявку сборной на чемпионат Европы (до 17 лет), который прошёл в Албании, сыграв на турнире два матча.

## Личная жизнь
Родился в Англии в семье выходцев из Нигерии.